# 1010
1010 (MX) fue un año común comenzado en lunes del calendario juliano.

## Acontecimientos

### Europa
- Destrucción de Medina Azahara, a las afueras de Córdoba.
- Restauración de Hisham II en el Califato Omeya de Córdoba, sucediendo a Muhammad II al-Mahdi.
- Fundación de la ciudad de Yaroslavl.

### Asia
- Se establece en Vietnam la Dinastía Lý y la capital se desplaza a Hanói.
- El poeta persa Ferdousí termina de escribir Shahnameh.

### América
- El explorador vikingo Thorfinn Karlsefni funda un asentamiento en Norteamérica (fecha aproximada).
- 16 de septiembre: Faltan 1000 años para el Bicentenario de México

### África
- La superficie del río Nilo se congela.[1]

## Nacimientos
- Adalberón de Wurzburgo, obispo de Wurzburgo.
- Arialdo de Milán, santo cristiano.
- Armengol II de Urgel, conde de Urgel.
- Benón de Meissen, monje alemán.
- Fernando I, rey de León.
- Halldór Snorrason, caudillo vikingo.
- Miguel IV el Paflagonio, emperador bizantino.
- Otón I de Saboya, conde de Saboya.
- 30 de mayo, Renzong, cuarto emperador de la Dinastía Song de China.
- Sveinn Knútsson, rey de Dinamarca, Noruega e Inglaterra.
- Ulf el Gallego, caudillo vikingo.

## Fallecimientos
- Ansfrido, clérigo.
- Muhammad II al-Mahdi, califa de Córdoba.
- Berta de Borgoña: princesa de Borgoña y reina consorte de Francia.